# Joan Capdevila
Joan Capdevila (* 3. únor 1978, Tàrrega, Španělsko) je bývalý španělský fotbalista, který hrál na pozici levého obránce  Byl členem španělské reprezentace. Je vítězem Mistrovství světa ve fotbale 2010 v Jihoafrické republice.

## Reprezentační kariéra
Joan Capdevila reprezentoval Španělsko již v mládežnických výběrech. V roce 2000 byl členem týmu U21, jenž na Mistrovství Evropy hráčů do 21 let konaném na Slovensku obsadil 3. místo.
Hrál následně i na Letních olympijských hrách 2000 v Sydney, kde Španělsko prohrálo s Kamerunem ve finále na penalty.